# Ďurčiná
Ďurčiná (ungarisch Györkeháza – bis 1907 Gyurcsina) ist eine Gemeinde im Norden der Slowakei mit 1080 Einwohnern (Stand 31. Dezember 2024) im Okres Žilina, einem Kreis des Žilinský kraj.

## Geographie

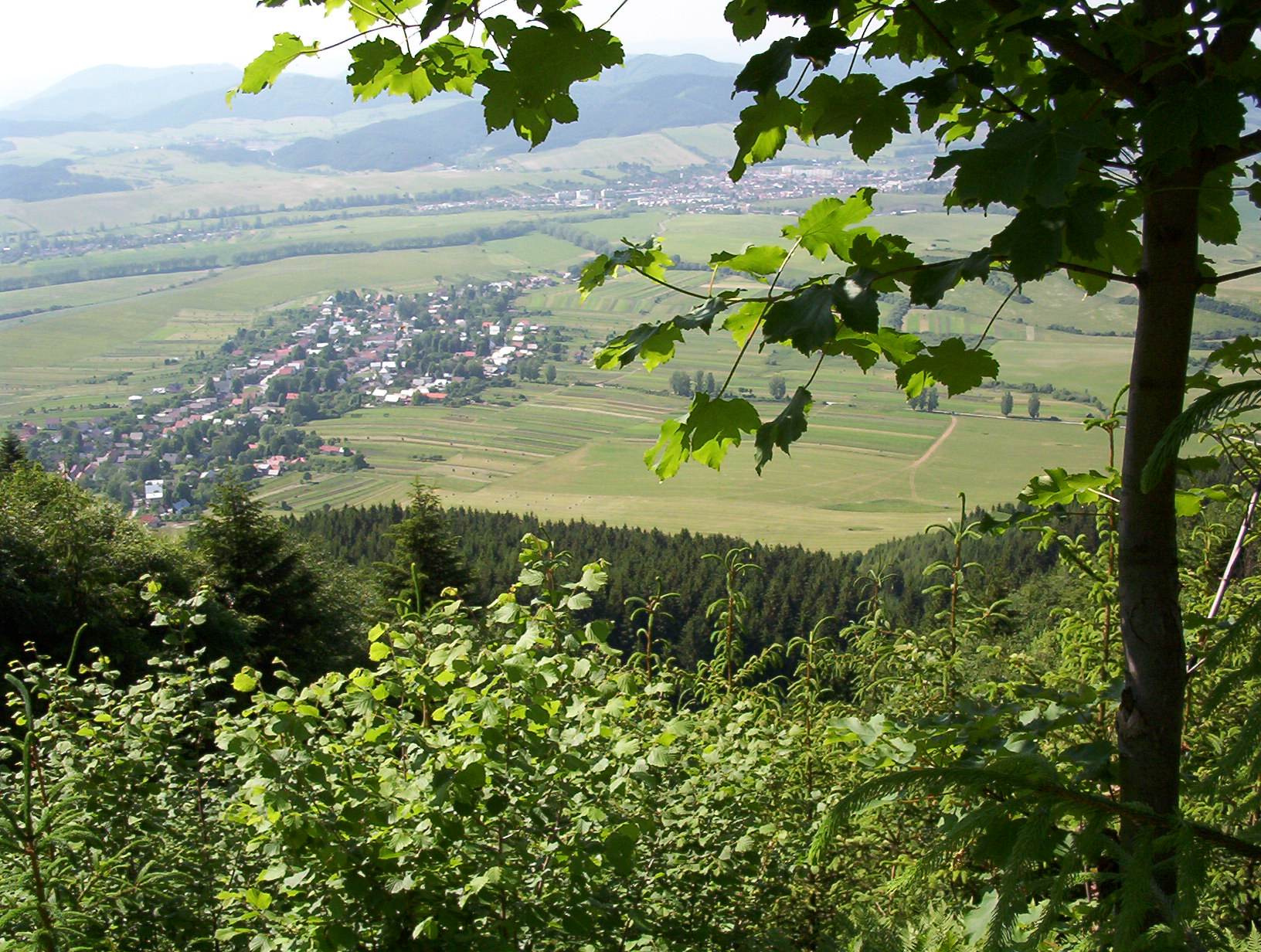
Ďurčiná

Die Gemeinde befindet sich im Südwestteil des Talkessels Žilinská kotlina am Fuße der Kleinen Fatra, noch genauer dessen Teilgebirges Lúčanská Fatra. Durch und rund um den Ort fließen mehrere kleine Bäche im Einzugsgebiet der Rajčianka. Das Ortszentrum liegt auf einer Höhe von 510 m n.m. und ist dreieinhalb Kilometer von Rajec sowie 24 Kilometer von Žilina entfernt.
Nachbargemeinden sind Rajec im Norden, Kamenná Poruba im Nordosten, über eine Exklave wieder Rajec im Osten und Südosten, Rajecká Lesná im Süden und Šuja im Westen.

## Geschichte
Auf dem Gemeindegebiet gab es in der Jungbronzezeit eine Siedlung der Lausitzer Kultur. Die Zeugnisse davon sind heute im Schloss Budatín zu sehen.
Der heutige Ort wurde zum ersten Mal 1393 als Georklehataya schriftlich erwähnt und entstand wahrscheinlich nach deutschem Recht. Er war Teil des Herrschaftsgebiets der einstigen Burg Rajec, später der Burg Lietava sowie teilweise Besitz von Erbgrafen. 1598 besaß Ďurčiná eine Mühle und 26 Häuser. 1784 hatte die Ortschaft 89 Häuser, 122 Familien und 784 Einwohner, 1828 zählte man 97 Häuser und 920 Einwohner, die als Hirten, Imker und Landwirte beschäftigt waren, dazu waren Weberei und Brimsenherstellung verbreitet.
Bis 1918 gehörte der im Komitat Trentschin liegende Ort zum Königreich Ungarn und kam danach zur Tschechoslowakei beziehungsweise heute Slowakei. Von 1971 bis 1990 war Ďurčiná Teil der Stadt Rajec.
Historische Bezeichnungen sind unter anderem Dyworchyna (1474), Durczina (1488), Giurczina (1598) und Jurčina (1808).

## Bevölkerung
| Jahr                | 1994 | 2004     | 2014    | 2024    |
| ------------------- | ---- | -------- | ------- | ------- |
| Anzahl der Personen | 972  | 1072     | 1091    | 1080    |
| Unterschied         |      | +10,28 % | +1,77 % | −1,00 % |

| Jahr                | 2023 | 2024    |
| ------------------- | ---- | ------- |
| Anzahl der Personen | 1086 | 1080    |
| Unterschied         |      | −0,55 % |

Gemäß der Volkszählung 2011 wohnten in Ďurčiná 1068 Einwohner, davon 1051 Slowaken, drei Deutsche und zwei Tschechen. 12 Einwohner machten keine Angabe zur Ethnie.
1046 Einwohner bekannten sich zur römisch-katholischen Kirche und ein Einwohner zur griechisch-katholischen Kirche. Vier Einwohner waren konfessionslos und bei 17 Einwohnern ist die Konfession nicht ermittelt.

## Bauwerke und Denkmäler
- Landsitz im Barockstil aus dem 18. Jahrhundert
- Michaelskapelle im klassizistischen Stil aus dem Ende des 18. Jahrhunderts